# رابرت لورنتس
رابرت لورنتس (انگلیسی: Robert Lorenz؛ زادهٔ ۱ آوریل ۱۹۶۵) یک کارگردان، و تهیه‌کننده اهل ایالات متحده آمریکا است. که بیشتر به خاطر همکاری با کلینت ایستوود شناخته می‌شود. او سه بار نامزد جایزه اسکار بهترین فیلم شده‌است، برای رودخانه مرموز (۲۰۰۳)، نامه‌هایی از ایوو جیما (۲۰۰۶)، و تک‌تیرانداز آمریکایی (۲۰۱۴). او همچنین فیلم‌های مشکلی با منحنی(۲۰۱۲)، تیرانداز (۲۰۲۱) و در سرزمین مقدسین و گناهکاران (۲۰۲۳) را کارگردانی کرده‌است. همچنین او یکی از اعضای قدیمی انجمن صنفی کارگردانان آمریکا و انجمن تهیه‌کنندگان آمریکا است.